# Antonio Trashorras Serrano
Antonio Trashorras Serrano (Madrid, 1969) és un director, productor i guionista de cinema i televisió de Espanya.

## Trajectòria
És llicenciat en Ciències Econòmiques i Ciències empresarials i en Periodisme. Ha treballat en cinema i televisió des de 1992, igual que coimpulsó, al costat de Javier Olivares, el segell alternatiu Malasombra Ediciones el 1994, amb el que publicaren Mamá, mira lo que he hecho i van produir per Camaleón Ediciones Rayos y Centellas i Terra Incognita.
Ha intervingut en la direcció, producció i escriptura de guions de sèries com  Los Serrano, El comisario, Plaza de España, Verguenza, Lena, Justo antes de Cristo, Mira lo que has hecho, Arde Madrid o Vida perfecta, programes d'entreteniment de diversos formats, com La Hora Chanante, No va +, D-Calle i Torrente 2: Misión en Marbella, entre d'altres, i guions de llargmetratges com El espinazo del diablo de Guillermo del Toro, Los Totenwackers d’Ibon Cormenzana, Lena de Gonzalo Tapia i Agnòsia d’Eugenio Mira.
A més, ha estat coordinador de programes especials per a Canal Plus, director de continguts de Paramount Comedy, crític de cinema de la revista Fotogramas i del diari El País, cap de desenvolupament de la productora Drive TV i director de l'àrea de ficció de BocaBoca Producciones. Actualment és el director de continguts de la productora Hill Valley, al capdavant de  Muchachada Nui, La hora de José Mota o Museo Coconut. El 2011 debuta en la direcció de cinema amb El callejón i el 2015 dirigeix el seu segon llargmetratge Anabel, guanyador del premi Noves Visions del XLVIII Festival Internacional de Cinema Fantàstic de Catalunya i del premi a la Millor Pel·lícula al festival d'Albacete.